# Karya Mulya Sari
Karya Mulya Sari is een bestuurslaag in het regentschap Lampung Selatan van de provincie Lampung, Indonesië. Karya Mulya Sari telt 3.305 inwoners (volkstelling 2010).